# Râul Zeldiș
Râul Zeldiș este un curs de apă, afluent al râului Sighișoara. Se formează la confluența brațelor Valea Săturanului și Valea Omeagului

## Hărți
- Harta județului Arad
- Harta munții Zarand  Arhivat în 27 mai 2008, la Wayback Machine.
- Harta munții Apuseni